# Dekanat Oxford South
Dekanat Oxford South – jeden z 18 dekanatów rzymskokatolickiej archidiecezji Birmingham w Wielkiej Brytanii. W jego skład wchodzi 7 parafii.

## Lista parafii
| Lp. | Miejscowość          | Parafia                                     | Kościół                                                        | Grafika |
| --- | -------------------- | ------------------------------------------- | -------------------------------------------------------------- | ------- |
| 1   | Caversham            | Parafia Najświętszej Maryi Panny i św. Anny | Kościół Najświętszej Maryi Panny i św. Anny w Caversham        |         |
| 2   | Goring-on-Thames     | Parafia Najświętszej Maryi Panny i św. Jana | Kościół Najświętszej Maryi Panny i św. Jana w Goring-on-Thames |         |
| 3   | Henley-on-Thames     | Parafia Najświętszego Serca Jezusowego      | Kościół Najświętszego Serca Jezusowego w Henley-on-Thames      |         |
| 4   | Dorchester-on-Thames | Parafia św. Birinusa                        | Kościół św. Birinusa w Dorchester-on-Thames                    |         |
| 5   | Watlington           | Parafia św. Edmunda Campiona                | Kościół św. Edmunda Campiona w Watlington                      |         |
| 6   | Thame                | Parafia św. Józefa                          | Kościół św. Józefa w Thame                                     |         |
| 7   | Sonning Common       | Parafia św. Michała                         | Kościół św. Michała w Sonning Common                           |         |